# Megtévesztve (televíziós sorozat)
A Megtévesztve (eredeti cím: Aldatmak) 2022 és 2024 között vetített török drámasorozat, amelyet Murat Saraçoğlu rendezett. A főbb szerepekben Vahide Perçin, Ercan Kesal és Mustafa Uğurlu látható.
Törökországban 2022. szeptember 22. és 2024. június 6. között sugározta az ATV, Magyarországon 2024. szeptember 17-től sugározza az Izaura TV.

## Cselekmény
Güzide Özgüder kiváló, szakmailag elismert bíró. Őszinte és elvhű nő, aki sok házasságot megmentett a válástól, gondoskodott arról, hogy sok gyermek megkapja a megérdemelt családi egzisztenciális szeretetet, és mindig az igazságosság oldalán állt. Úgy gondolja, hogy férjével és két gyermekével egy példaértékű családot alkotnak, becsületes életet élnek, és házasságuk hátralevő része a megszokott szeretetben, boldogságban és békében telik majd. Egy nap Güzide rájön, hogy boldog családja már nem létezik és csak a látszat tartja fenn azt.

## Szereplők
| Színész            | Szereplő             | Magyar hang      |
| ------------------ | -------------------- | ---------------- |
| Vahide Perçin      | Güzide Özgüder       | Kovács Nóra      |
| Ercan Kesal        | Ali Sezai Okuyan     | Borbiczki Ferenc |
| Feyza Sevil Güngör | Oylum Yenersoy       | Mikecz Estilla   |
| Yusuf Çim          | Ozan Yenersoy        | Szatory Dávid    |
| İrem Tuncer        | Serra Atamanoğlu     |                  |
| İlayda Çevik       | İpek Okuyan          |                  |
| Nursel Köse        | Mualla Dicleli       |                  |
| Mustafa Uğurlu     | Murat Tarık Yenersoy | Kőszegi Ákos     |
| Cem Bender         | Oltan Kaşifoğlu      | Kárpáti Levente  |
| Caner Şahin        | Tolga Kaşifoğlu      | Szabó Andor      |
| Defne Samyeli      | Elmas Heves          | Németh Borbála   |
| Asena Girişken     | Yeşim Denizeren      | Nagy Katica      |
| Cem Sürgit         | Ümit Özgüder         | Bozsó Péter      |
| Meltem Baytok      | Nazan Tokluca        | Bognár Anna      |
| Canan Ürekil       | Zeynep               | Nyírő Eszter     |
| Aras Aydın         | Behram Dicleli       |                  |
| Merve Altınkaya    | Aras Aydın           | Pap Katalin      |
| Selin Kahraman     | Zeliş Gülsoy         | Kelemen Kata     |
| Özlem Tokaslan     | İlknur Gülsoy        |                  |
| Tarık Ündüz        | Selçuk               |                  |
| Berkay Ateş        | Kahraman             |                  |
| Alize Gördüm       | Azra                 |                  |
| Yeşim Salkım       | Zennure              |                  |
| Emin Günenç        | Dündar Terzioğlu     |                  |

### Magyar változat
- Magyar szöveg: Adriána Mariann
- Hangmérnök és vágó: Németh Martin Olivér
- Gyártás- és produkciós vezető: Gyarmati Zsolt
- Szinkronrendező: Dögei Éva

A szinkront a TV2 Média Csoport megbízásából a Masterfilm Digital Kft. készítette.

## Évados áttekintés
| Évad | Évad | Epizódok | Epizódok | Eredeti sugárzás     | Eredeti sugárzás | Eredeti sugárzás | Magyar sugárzás      | Magyar sugárzás  | Magyar sugárzás |
| Évad | Évad | Török    | Magyar   | Évadbemutató         | Évadzáró         | Eredeti adó      | Évadbemutató         | Évadzáró         | Magyar adó      |
| ---- | ---- | -------- | -------- | -------------------- | ---------------- | ---------------- | -------------------- | ---------------- | --------------- |
|      | 1.   | 35       | 109      | 2022. szeptember 22. | 2023. június 15. |                  | 2024. szeptember 17. | 2025. március 3. |                 |
|      | 2.   | 36       |          | 2023. szeptember 7.  | 2024. június 6.  |                  |                      |                  |                 |